# مارك رايت (منتج أسطوانات)
مارك رايت (بالإنجليزية: Mark Wright)‏ هو منتج أسطوانات وكاتب أغاني أمريكي، ولد في 1957 في فايتفيل في الولايات المتحدة.

## وصلات خارجية
- مارك رايت على موقع ميوزك برينز (الإنجليزية)
- مارك رايت على موقع ديسكوغز (الإنجليزية)